# Emyn Muil
 (mars 2023).
Si vous disposez d'ouvrages ou d'articles de référence ou si vous connaissez des sites web de qualité traitant du thème abordé ici, merci de compléter l'article en donnant les références utiles à sa vérifiabilité et en les liant à la section « Notes et références ».
Dans l'œuvre de J. R. R. Tolkien, l'Emyn Muil est une masse montagneuse couvrant un territoire de presque 80 par 120 km, située entre le fleuve Anduin et le Marais des Morts. C'est un impénétrable labyrinthe rocheux, dont Frodon Sacquet et Sam Gamegie feront les frais lors de leur voyage vers le Mordor ; seul Gollum/Sméagol parviendra à les sortir de ce dédale de pierre.